# Libro bianco (Unione europea)
Il Libro bianco (White Paper) è un documento ufficiale designato dalla Commissione europea che talvolta viene dopo un Libro verde; la sua funzione è quella di proporre azioni mirate ad un settore particolare dell'economia ed è in genere sottoposto al vaglio del Consiglio dell'Unione, al Parlamento europeo e alle parti sociali; è sottoposto al regime di pubblicità.

## Definizione
Secondo la definizione ufficiale riportata sul portale dell'Unione europea:

## Libro bianco di Delors
Il primo Libro bianco dell'Unione Europea prende il nome dal suo designatore Jacques Delors, viene varato a Milano nel 1985 dal Consiglio europeo con il titolo 
Il completamento del mercato interno: Libro bianco della Commissione per il Consiglio europeo (Milano, 28-29 giugno 1985); in generale in questo documento si pone l'obiettivo sia del completamento del Mercato Unico e sia della specificazione dei benefici attesi conseguiti dalla sua realizzazione.
A tal fine stabilisce le tappe del processo d'integrazione a partire dal 1985 in cui vengono scanditi i tempi e le procedure che sostanzialmente porteranno nel 1993 al completamento del Mercato Unico e all'avvio della fase di preparazione dell'Unione Economica e Monetaria, alla costruzione della moneta unica (Euro) e poi all'allargamento di nuovi paesi.

## Elenco completo fino al 2014 dei Libri bianchi
1985
- Completing the Internal Market: White Paper from the Commission to the European Council (Milan, 28-29 June 1985)[3]; in italiano: Il completamento del mercato interno: Libro bianco della Commissione per il Consiglio europeo (Milano, 28-29 giugno 1985)[2]

1988
- Internal Market and Industrial Cooperation - Statute for the European Company - Internal market White Paper, point 137 (memorandum from the Commission to Parliament, the Council and the two sides of industry) - giugno 1988[3]

1992
- Removing the legal obstacles to the use of the ECU (23/12/1992)

1993
- Growth, Competitiveness, Employment - The challenges and ways forward into the 21st century (05/12/1993)

1994
- European social policy - A way forward for the Union (27/07/1994)

1995
- Preparation of the Associated countries of central and eastern Europe for integration into the internal market of the Union (03/05/1995)
- White paper on education and training - Teaching and learning - Towards the learning society (29/11/1995)
- An energy policy for the european Union (13/12/1995)

1996
- Air traffic management - Freeing Europe' s airspace (06/03/96)
- A strategy for revitalising the Community's railways (30/07/1996)

1997
- White Paper on sectors and activities excluded from the working time directive (15/07/1997)

1998
- Fair payment for infrastructure use: a phased approach to a common transport infrastructure charging framework in the EU ( 22/07/1998)

1999
- White Paper on modernisation of the rules implementing Articles 85 and 86 of the EC Treaty - Corrigendum (28/04/1999)
- White Paper on food safety (12/01/2000)

2000
- White Paper on environmental liability (09/02/2000)
- Reforming the Commission (01/03/2000)

2001
- Strategy for a future Chemicals Policy (27/02/2001)
- European governance (25/07/2001)
- European transport policy for 2010: time to decide (12/09/2001)
- A new impetus for European youth (21/11/2001)

2003
- Space: a new European frontier for an expanding Union - An action plan for implementing the European Space policy (11/11/2003)

2004
- White Paper on the review of Regulation 4056/86, applying the EC competition rules to maritime transport  (13/10/2004)

2005
- White Paper on exchanges of information on convictions and the effect of such convictions in the European Union (25/01/2005)
- Financial Services Policy 2005-2010 (01/12/2005)

2006
- White Paper on a european communication policy (01/02/2006)

2007
- White Paper on a Strategy for Europe on Nutrition, Overweight and Obesity related health issues (30/05/2007)
- White Paper on Sport (11/07/2007)
- Together for Health: A Strategic Approach for the EU 2008-2013 (23/10/2007)
- White paper on the integration of EU mortgage credit markets (18/12/2007)

2009
- Adapting to climate change : towards a European framework for action (01/04/2009)
- White paper on professional cross border transportation of euro cash by road between Member States in the euro area (18/05/2009)
- Modernising ICT Standardisation in the EU : the Way Forward (03/07/2009)

2010
- On Insurance Guarantee Schemes (12/07/2010)

2011
- Roadmap to a Single European Transport Area – Towards a competitive and resource efficient transport system (28/03/2011)

2012
- An Agenda for Adequate, Safe and Sustainable Pensions (16/02/2012)

2014
- Towards more effective EU merger control (Text with EEA relevance) (09/07/2014)

## Elenco parziale dei Libri bianchi pubblicati dal 2016 ad oggi
Dal 2014 al maggio del 2016 non sono stati pubblicati libri bianchi.
2016
- White Paper on prison overcrowding[4][5]

2017
- White Paper on the future of Europe – Reflections and scenarios for the EU27 by 2025[6][7], in italiano: Libro bianco sul futuro dell’Europa — Riflessioni e scenari per l’Unione a 27 verso il 2025[8][9]

2020
- White Paper on levelling the playing field as regards foreign subsidies[6][10], in italiano: Libro bianco relativo all’introduzione di pari condizioni di concorrenza in materia di sovvenzioni estere[8][11]
- White paper on artificial intelligence – A European approach to excellence and trust